# Eugeniusz Pląskowski

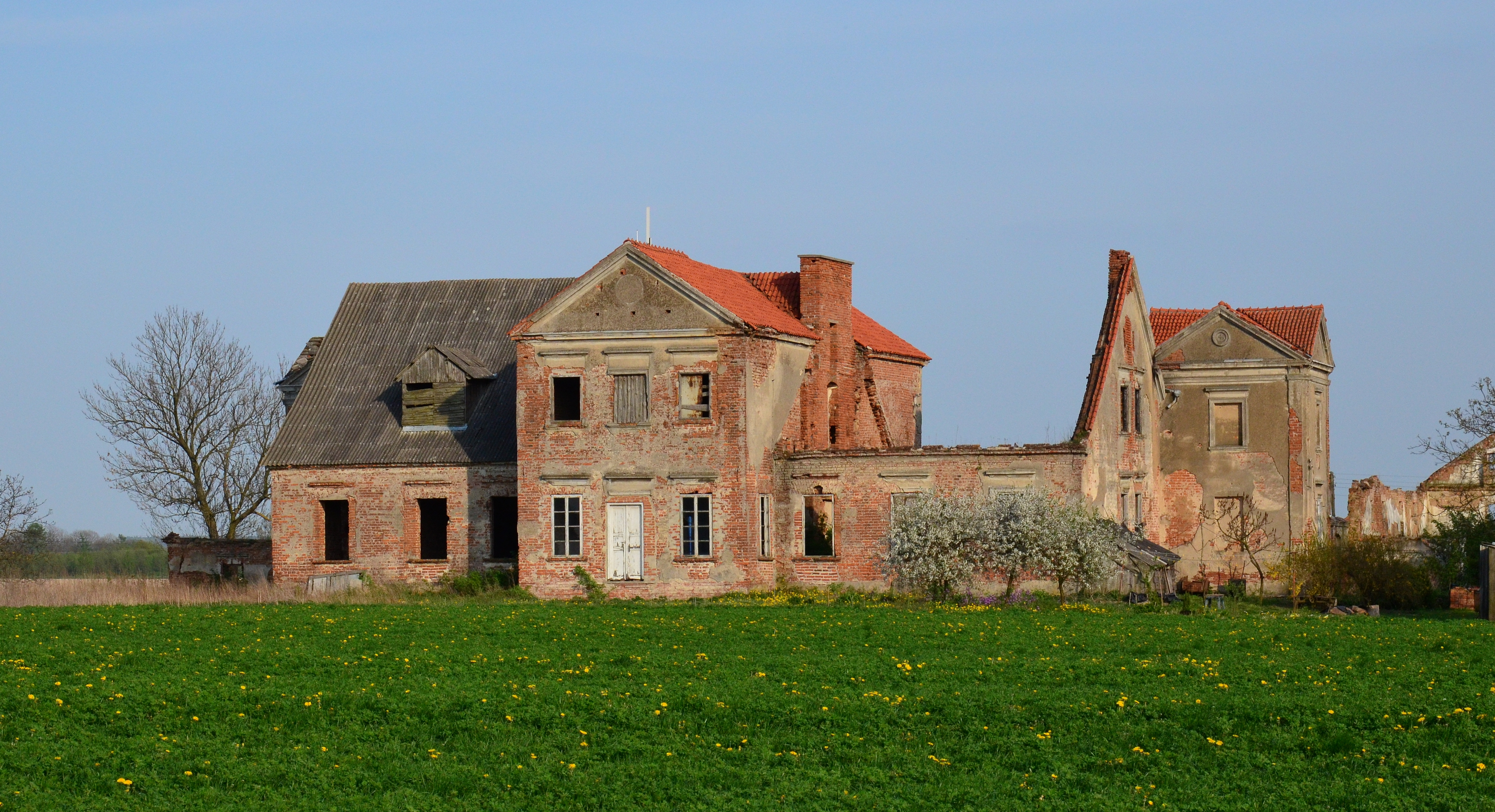
Pałac w Radzikach Małych - rodzinne gniazdo Eugeniusza Pląskowskiego.

Eugeniusz Pląskowski herbu Oksza (ur. 1804 w Radzikach Małych, zm. w sierpniu 1882 w Paryżu) – podporucznik Wojska Polskiego Królestwa Kongresowego, major Powstania listopadowego i Partyzantki Zaliwskiego, właściciel ziemski.

## Życiorys
Był synem Ignacego Pląskowskiego i Honoraty Karwowskiej. Jego rodzice byli wówczas właścicielami Pałacu w Radzikach Małych, gdzie też się urodził. Miał starszego o ok. 4 lata brata Seweryna. W 1825 roku wstąpił do Wojska Polskiego, gdzie służył w 1 Pułku Piechoty Liniowej. Wziął udział w Powstaniu listopadowym. Do powstania przystąpił będąc w stopniu podporucznika, a w 1831 roku Girolamo Ramorino mianował go kapitanem 20 Pułku Piechoty Liniowej. W sierpniu został awansował na majora i został przeniesiony do 9 Pułku Piechoty Liniowej. Jego szlak bojowy zakończył się we wrześniu 1831 roku, kiedy po przekroczeniu granicy Królestwa Kongresowego został rozbrojony w austriackiej Galicji.
Eugeniusz Pląskowski był też prawdopodobnie uczestnikiem Partyzantki Zaliwskiego w 1833 roku.
W 1835 roku Rada Administracyjna zadecydowała o konfiskacie dobra Osówka, których był współwłaścicielem z bratem Sewerynem. W 1837 roku Rada zadecydowała o zaniechaniu konfiskaty, ale w kolejnym roku została ona ponownie podjęta przez Trybunał w Płocku.
Po konfiskacie Osówki, Eugeniusz Pląskowski wyemigrował do Francji. Zamieszkał w mieście Bourges. 24 marca 1839 roku podpisał się pod odezwą do Jana Skrzyneckiego, zawierającą wyrazy wdzięczności przy powitaniu naczelnika po jego emigracji do Francji.
Był żonaty z Luise Elisabeth Paillard, z którą miał syna Karola.
Zmarł w Zakładzie św. Kazimierza w Paryżu. Został pochowany na Cmentarzu w Ivry-sur-Seine.